# Kindi (Burkina Faso)
Kindi ist sowohl eine Gemeinde (französisch commune rurale) als auch ein dasselbe Gebiet umfassendes Departement im westafrikanischen Staat Burkina Faso, in der Region Centre-Ouest und der Provinz Boulkiemdé. Die Gemeinde hat in sieben Dörfern und zehn Sektoren des Hauptortes 33.347 Einwohner.